# Yüksek Sadakat
Yüksek Sadakat ist eine türkische Rockband, die 1997 von Kutlu Özmakinacı gegründet wurde.

## Geschichte
Der Bandname ist die wortwörtliche Übersetzung des Begriffs High Fidelity ins Türkische. Von 1997 bis heute hat sich die Konstellation der Gruppe stetig geändert. Den Durchbruch erreichte die Gruppe im Jahr 2005 mit ihrem Song Belki Üstümüzden Bir Kuş Geçer. Für diesen Song gab es auch den ersten Videoclip.
Im Jahr 2006 gewann Yüksek Sadakat einen Altın Kelebek Award in der Kategorie Beste Newcomer-Gruppe.
Außerdem erfolgreich wurden die im Jahr 2008 veröffentlichten Songs Haydi Gel İçelim und Aşk Durdukça.
Yüksek Sadakat vertrat die Türkei beim Eurovision Song Contest 2011 in Düsseldorf mit dem Song Live It Up. Ihr Titel konnte sich aber nicht für das Finale qualifizieren. Es war das erste Mal seit 1994, dass sich die Türkei nicht für das Finale des ESC qualifizieren konnte.

## Diskografie

### Alben
- 2005: Yüksek Sadakat
- 2008: Katil & Maktûl
- 2011: Renk Körü
- 2014: IV
- 2021: Rengarenk

### Singles
| - 2005: Belki Üstümüzden Bir Kuş Geçer - 2005: Kafile - 2005: Aklımın İplerini Saldım - 2007: Ayrılış - 2008: Aşk Durdukça - 2008: Ben Seni Arayamam - 2008: Haydi Gel İçelim - 2008: Kadınım - 2009: Katil & Maktûl - 2011: Live It Up (ESC Beitrag der Türkei) - 2011: Onlar Bizi Dinlerler - 2011: Ucuz Roman (mit Ajda Pekkan) | - 2011: Göreceksin Kendini (mit Nilüfer) - 2012: Sana Aşık Yalnız Ben - 2013: Fener - 2014: Seninle - 2014: Beni Bırakma - 2014: Aşk Toprağı - 2017: Aşk Gelince (mit Ayşegül Aldinç) - 2018: Ceviz Ağacı - 2018: Yunus - 2019: Beklediğim Ne Varsa Sensin - 2021: Öksüz Yel (Kırmızı Versiyon) - 2024: Yeniköy |

## Auszeichnungen
- 2006: Altın Kelebek Award in der Kategorie Beste Newcomer-Gruppe